# SN 2002bw
SN 2002bw – supernowa typu Ia odkryta 30 marca 2002 roku w galaktyce PGC0059990. W momencie odkrycia miała maksymalną jasność 17,40m.